# Правая Хава (село)
Правая Хава — село Верхнехавского района Воронежской области.
Административный центр Правохавского сельского поселения.

## Население
| 1859 | 1897 | 2000 | 2005 | 2010 |
| ---- | ---- | ---- | ---- | ---- |
| 1495 | ↘976 | ↘711 | ↘606 | ↘563 |

## Улицы
| - ул. Комарова, - ул. Комсомольская, - ул. Леваневского, - ул. Левобережная, | - ул. Мичурина, - ул. Молодёжная, - ул. Тельмана. |